# 天主教賈西坎教區
天主教賈西坎教區（拉丁語：Dioecesis Iasikanensis）是加納一個羅馬天主教教區，屬阿克拉總教區。
教區成立於1994年12月19日，包括沃爾特地區北部五區，2006年有教友147,815人（佔轄區總人口25.4%）、十三個堂區、廿一名司鐸。現任教區主教為嘉俾厄爾·阿夸西·阿比亞博·曼特。